# Highland (Ohio)
Highland és una població dels Estats Units a l'estat d'Ohio. Segons el cens del 2000 tenia 283 habitants.

## Demografia
Segons el cens del 2000, Highland tenia 283 habitants, 108 habitatges, i 77 famílies. La densitat de població era de 642,7 habitants per km².
Dels 108 habitatges en un 36,1% hi vivien nens de menys de 18 anys, en un 57,4% hi vivien parelles casades, en un 8,3% dones solteres, i en un 28,7% no eren unitats familiars. En el 20,4% dels habitatges hi vivien persones soles el 6,5% de les quals corresponia a persones de 65 anys o més que vivien soles. El nombre mitjà de persones vivint en cada habitatge era de 2,62 i el nombre mitjà de persones que vivien en cada família era de 3,03.
Per edats la població es repartia de la següent manera: un 25,8% tenia menys de 18 anys, un 11,3% entre 18 i 24, un 33,9% entre 25 i 44, un 19,8% de 45 a 60 i un 9,2% 65 anys o més.
L'edat mediana era de 33 anys. Per cada 100 dones de 18 o més anys hi havia 98,1 homes.
La renda mediana per habitatge era de 41.964 $ i la renda mediana per família de 47.500 $. Els homes tenien una renda mediana de 30.000 $ mentre que les dones 24.375 $. La renda per capita de la població era de 14.005 $. Aproximadament el 5,1% de les famílies i el 10,1% de la població estaven per davall del llindar de pobresa.

## Poblacions properes
El següent diagrama mostra les poblacions més properes.